# Prunus kaengkrachanensis
Prunus kaengkrachanensis — вид квіткових рослин з родини трояндових (Rosaceae). Ареал охоплює такі країни: Таїланд.

## Середовище
Росте у вічнозелених нижніх гірських лісах між 947–960 метрів над рівнем моря.

## Морфологічна характеристика
Це дерево заввишки близько 20 метрів.

## Використання
Немає інформації про використання або торгівлю цим видом.